# Миср (самаркандский)
Миср (узб. Миср) — село, находившееся к югу от Самарканда на территории современной Самаркандской области Узбекистана. 

## История
По мнению арабского историка Ибн Арабшаха село Миср было основано Тимуром в конце XIV века и названо в честь крупного египетского города Каир (Миср).
Благодаря разысканиям В.Л. Вяткина, выяснилось, что Миср к началу XX века представлял собой „обширное городище правильной
четырехугольной формы" находившееся на юг от Самарканда, близ левого берега Даргама, в низовьях арыков Аббас и Карануас.
Неподалеку от Мисра, лежал прекрасный сад Тимура называвшийся „Даулет-Абад" Через Миср проходил кастильский посол Руи Гонзалес де Клавихо, направлявшийся ко двору Тимура в Самарканд в августе 1404 года.